# NGC 895
NGC 895は、くじら座の方向にある渦巻銀河で、1785年9月10日ウィリアム・ハーシェルによって発見された。
明るい核を持つ渦巻き状をしている。
NGC 894 は NGC 895 の北西腕の部分のこと。